# Simplicispira soli
Simplicispira soli es una bacteria gramnegativa del género Simplicispira. Fue descrita en el año 2018. Su etimología hace referencia a suelo. Es aerobia y móvil por flagelo polar. Tiene un tamaño de 0,5-0,7 μm de ancho por 1,5-2,1 μm de largo. Forma colonias marrones, circulares y opacas en agar TSA, y no crece en agar marino, MacConkey ni LBA. Temperatura de crecimiento entre 15-37°, óptima de 20-32 °C. Catalasa negativa y oxidasa positiva. Se ha aislado de muestras de suelo en Corea del Sur. 